# Садиба Гальперіна
Садиба Гальпе́ріна — пам'ятка архітектури в Печерському районі міста Києва. Розташована на розі вулиць Грушевського і Шовковичної. Зведена у 1890-х роках архітектором В. Ніколаєвим в формах і декорі венеційського палаццо доби Високого Відродження. Є одним з найкращих зразків забудови Липок кінця XIX століття.

## Історія

### Аптека Приказу громадської опіки
Садиба на розі сучасних вулиць Грушевського і Шовковичної відома ще з кінця XVIII століття — тут розташовувалася аптека управління громадської опіки. Від цієї аптеки, однієї з перших в Києві, пішла перша назва Шовковичної вулиці — Аптекарська. Повноцінно функціювати аптека почала 1799 року, її першим провізором став Ілля Чекалов, який згодом отримав аптеку у викупне утримання на вісім років. У 1811 році аптеку викупив Григорій Бунге з київської династії аптекарів Бунге, після його смерті завідування аптеки перейшло до зятя Г. Бунге — Івана Богдановича Тецнера. Після подільської пожежі 1811 року аптека на Печерську деякий час була єдиною в Києві.
Головний корпус аптеки був дерев'яний, на кам'яному фундаменті, мав 8 сажнів у довжину та 6 сажнів в ширину. У головному корпусі в чотирьох кімнатах розташовувалася власне аптека та мешкали аптекар з помічником. Окремо стояв мурований будиночок лабораторії зі склепистим льохом. Ще одна лабораторія містилася у дерев'яному флігелі, де також мешкали лаборант, гезель та «робочі люди». Також у садибі, огородженій дощатим парканом, були стайня на двоє коней і сарай для різного посуду.
У 1815 році київські католики отримали від імператора Олександра I дозвіл на будівництво римо-католицького костьолу. Одним з перспективних місць для будівництва храму визнали якраз ділянку навпроти Царського палацу, на місці дерев'яної будівлі аптеки. Архітектор Андрій Меленський склав план будівлі аптеки, а незалежні міські оцінювачі оцінили її у 25 637 рублів 50 копійок. Деякий час йшли перемовини з власником аптеки, який не бажав переїжджати на інше місце, запропоноване католицькою громадою, інші варіанти не подобалися самій громаді, тому будівництво костьолу почалося у 1817 році на Михайлівській горі, яка згодом отримала назву Володимирської гірки.

### Будівництво особняка
У 1875 році ділянку придбав колезький асесор, директор київського Промислового банку Всеволод Абрамович Рубінштейн. Того ж року міський землемір О. Терський склав план садиби: тут знаходилися два будинки, один з яких фасадом виходив на Олександрівську вулицю (сучасна вулиця Грушевського), а другий — на Левашовську (сучасна вулиця Шовковична). До останнього В. Рубінштейн у тому ж 1875 році зробив за проєктом архітектора Ромуальда Тустановського кам'яну прибудову.
Існує два варіанти історії будівництва особняка на місці колишньої аптеки. За одним з них особняк зведено у середині 1890-х років і його замовником був В. Рубінштейн. За іншим варіантом, Рубінштейн наприкінці 1890-х років продав ділянку купцеві 1-ї гільдії М. Гальперіну, який, відповідно, і був замовником особняка, зведеного за цією версією у 1899 році. Відомо, що ще в 1894 році В. Рубінштейн тут мешкав — його ім'я та адреса фігурують в путівнику по Києву видання В. Д. Бублика 1894 року. Та сама адреса вказана для нього і у довіднику «Весь Київ» 1899 року. Тому можна з великою часткою достовірності стверджувати, що особняк був зведений на замовлення саме В. Рубінштейна, але через те, що Рубінштейн мешкав у ньому досить недовго, в історії будинок залишився відомим як особняк Гальперіна.
На початку XX століття в особняку вже мешкала численна родина Гальперіних. Голова родини, Мойсей Борисович (Беркович) Гальперін був цукропромисловцем та відомим благодійником. Контори та правління цукрових заводів Гальперіна за тогочасною традицією розташовувалися також в особняку, але вхід до них був з вулиці Шовковичної (нині закладений). Головний вхід до особняка знаходився на вулиці Грушевського. Дружиною Мойсея Гальперіна була Софія Іонівна з родини так само великих цукропромисловців Зайцевих. Гальперіни виростили п'ятьох дітей (двох доньок та трьох синів), які пізніше зі своїми родинами також мешкали в цьому особняку.
18—19 жовтня 1905 року в Києві відбувся єврейський погром. У різних частинах міста натовп у присутності військ і поліції грабував і трощив магазини та будинки, що належали євреям. Особняк Гальперіних, як і деякі особняки липських євреїв, також був пограбований.

### Подальша доля особняка
Після перевороту 1917 року та встановлення більшовицької влади в Києві особняк Гальперіних було націоналізовано. У 1921 році тут містилося управління артилерії 44-ї дивізії, пізніше — Київське окружне статистичне бюро. У 1925 році особняк був переданий Музично-драматичному інституту ім. М. Лисенка, проте інститут так і не в'їхав до нового приміщення. Після перенесення столиці УРСР із Харкова до Києва і до початку Другої світової війни в особняку містилося Головне управління міліції НКВС.
У 1946—1951 році в особняку перебував Музей партизанської слави і проводилася виставка «Партизани України в боротьбі проти німецько-фашистських загарбників». Пізніше розташовувалася організація під назвою «Будинок політпросвіти».
У 1970-х роках особняк передали Верховній Раді УРСР і з'єднали підземним тунелем з будівлею Верховної Ради, деякий час тут розташовувався урядовий Будинок прийомів. За незалежної України в особняку розміщуються постійні комісії Верховної ради України. Також для них на місці колишнього саду садиби додатково зведено сучасний багатоповерховий будинок.

## Архітектура
Особняк розташований на червоній лінії забудови, на розі вулиць М. Грушевського і Шовковичної (стара адреса — вул. Олександрівська, 19/2 або вул. Левашовська, 2/18). Будівля двоповерхова, цегляна, прямокутна в плані (спершу мала Г-подіну форму), головний фасад виходить на вулицю Грушевського. У центрі головного фасаду — парадні двері з великим балконом над ними. Аналогічний балкон розміщено посередині бічного фасаду, де раніше був вхід до службових приміщень.
Композиція особняка формами і декором нагадує венеційські палаццо епохи Відродження, із таким самим ритмічним розміщенням вікон та оздобленням. Дуже схожим за архітектурою є особняк Б. І. Ханенка на сучасній Терещенківській вулиці, споруджений у 1891—1892 роках.
Стіни першого поверху тиньковані, із ділянками гладкого русту та фризом із тригліфами і розетками; вікна прості, прямокутні. Вікна другого поверху мають напівциркульну форму та облямовані невеликими напівколонками та балюстрадою. Заповнення вікон раніше мало Т-подібну раму. У міжвіконнях другого поверху розміщені тричвертєві колонки з іонічними капітелями. Фасад завершується фризом із гірляндами та карнизом великого виносу на консолях. По краю даху раніше йшов парапет-балюстрада з вазами на п'єдесталах. Дворовий фасад оздоблено досить скромно.
У частині садиби з боку вулиці Шовковичної раніше розташовувався невеликий садочок, огороджений високим тинькованим муром, декорованим неглибокими нішами й пілонами з кам'яними кулями. Вхід на подвір'я був через браму з хвірткою. З правого боку особняка, по вулиці Грушевського, у 1910-х роках було зведено чотириповерховий прибутковий будинок.
Інтер'єри особняка також набули рис палацової розкоші. Збереглося ліпне оздоблення стель і карнизів. Парадні приміщення були згруповані вздовж вуличних фасадів, до них вели парадні мармурові сходи з кованою огорожею у стилі Відродження. На другому поверсі парадні сходи сполучалися з бічними коридорами через аркадні лоджії, декоровані пілястрами.
У 1976 році було проведено капітальну реставрацію особняка, під час якої з боку подвір'я були добудовані триповерховий об'єм і двоповерховий службовий флігель, що сполучається з особняком переходом на рівні другого поверху. Балюстраду на даху замінили глухим парапетом, що візуально перевантажило фасади.

### Інтер'єри будинку

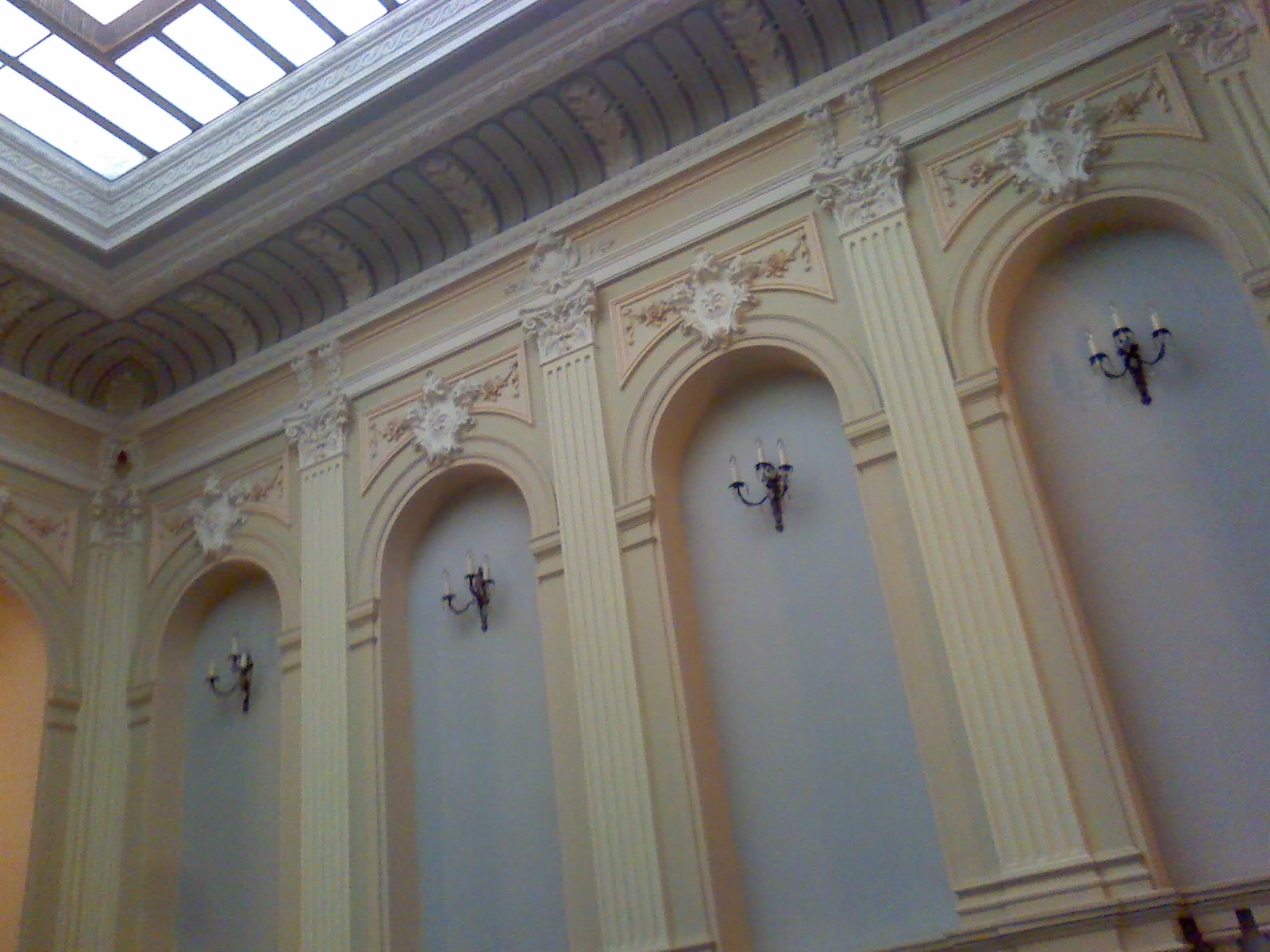
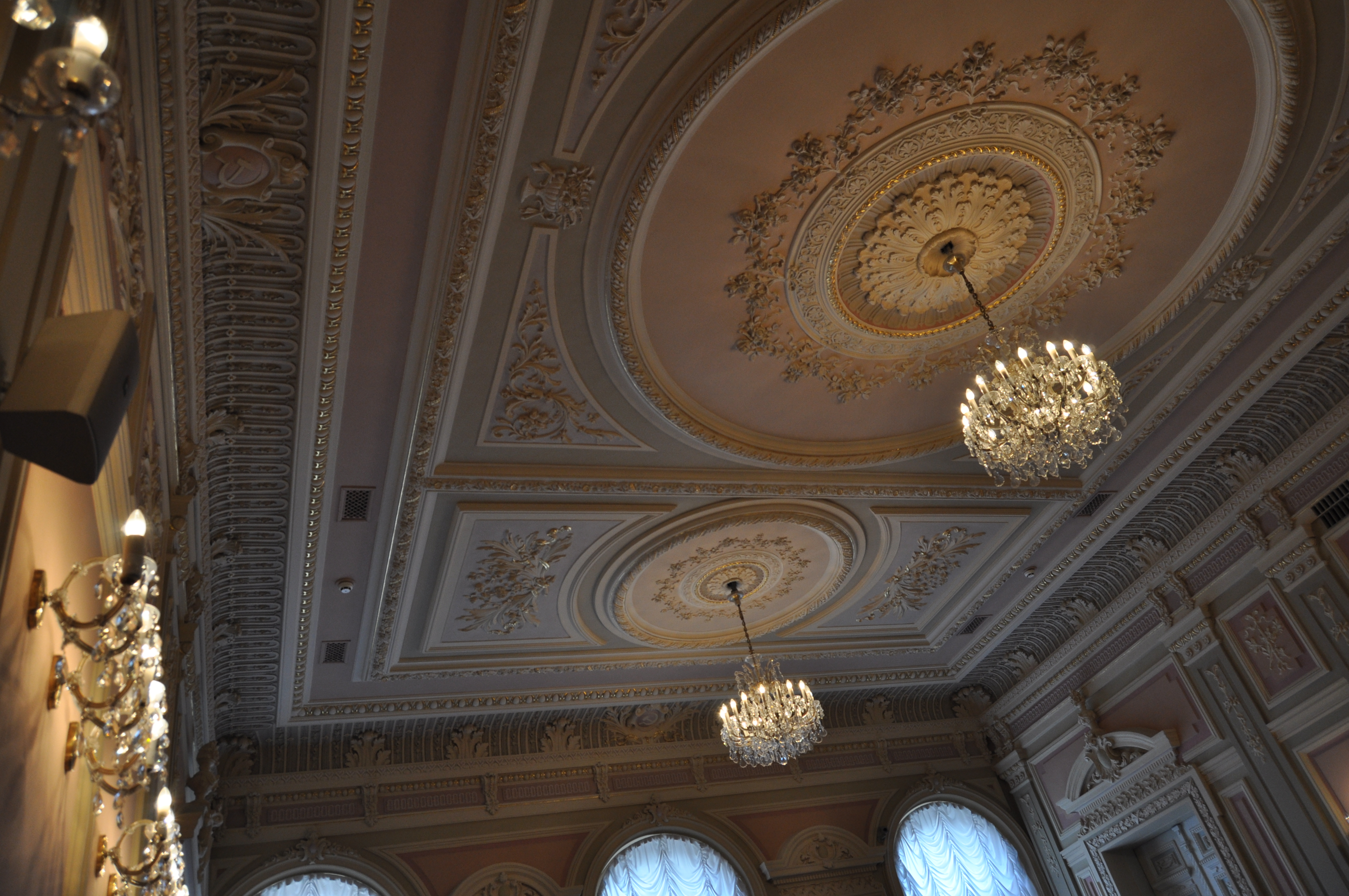
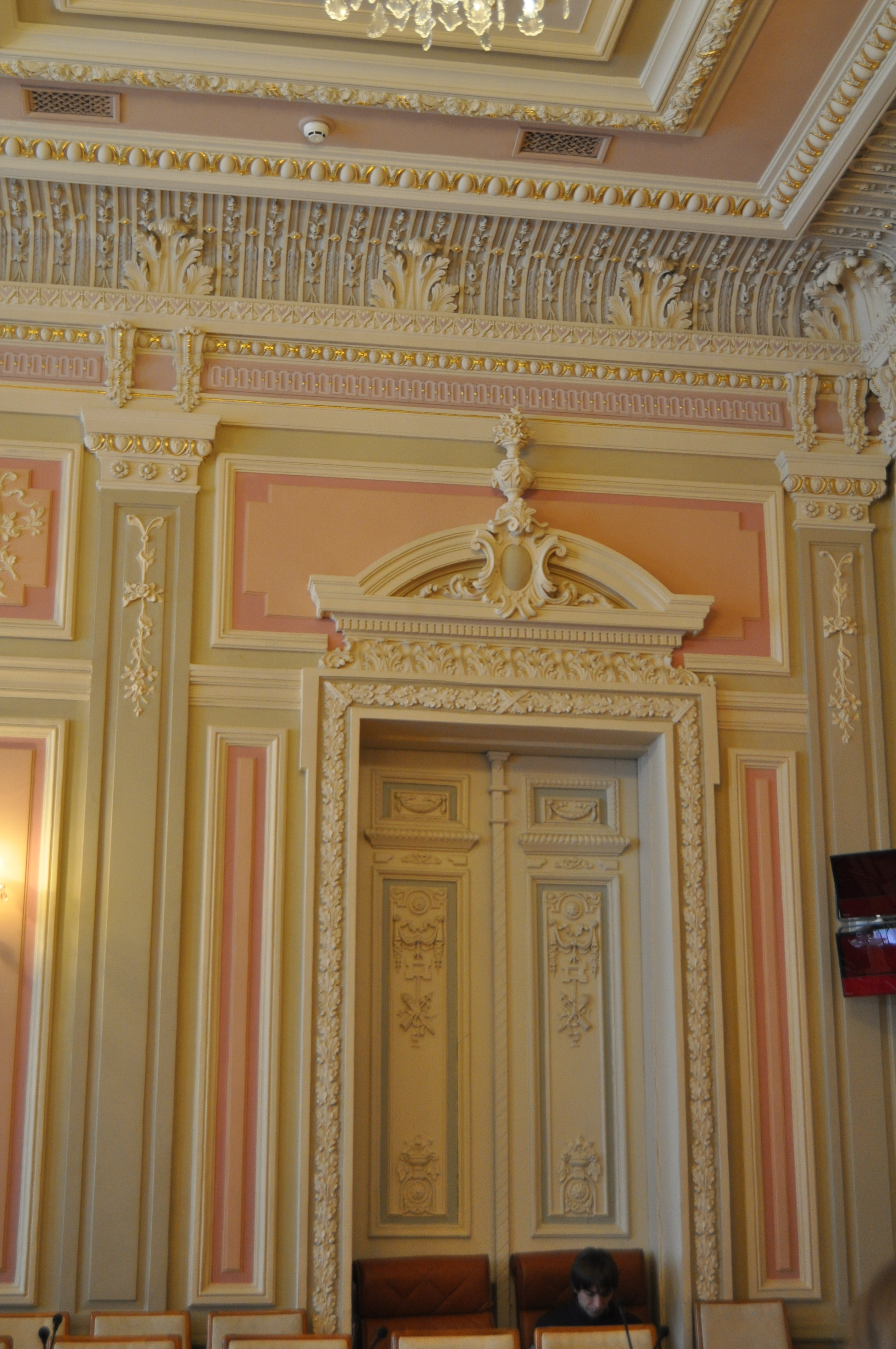
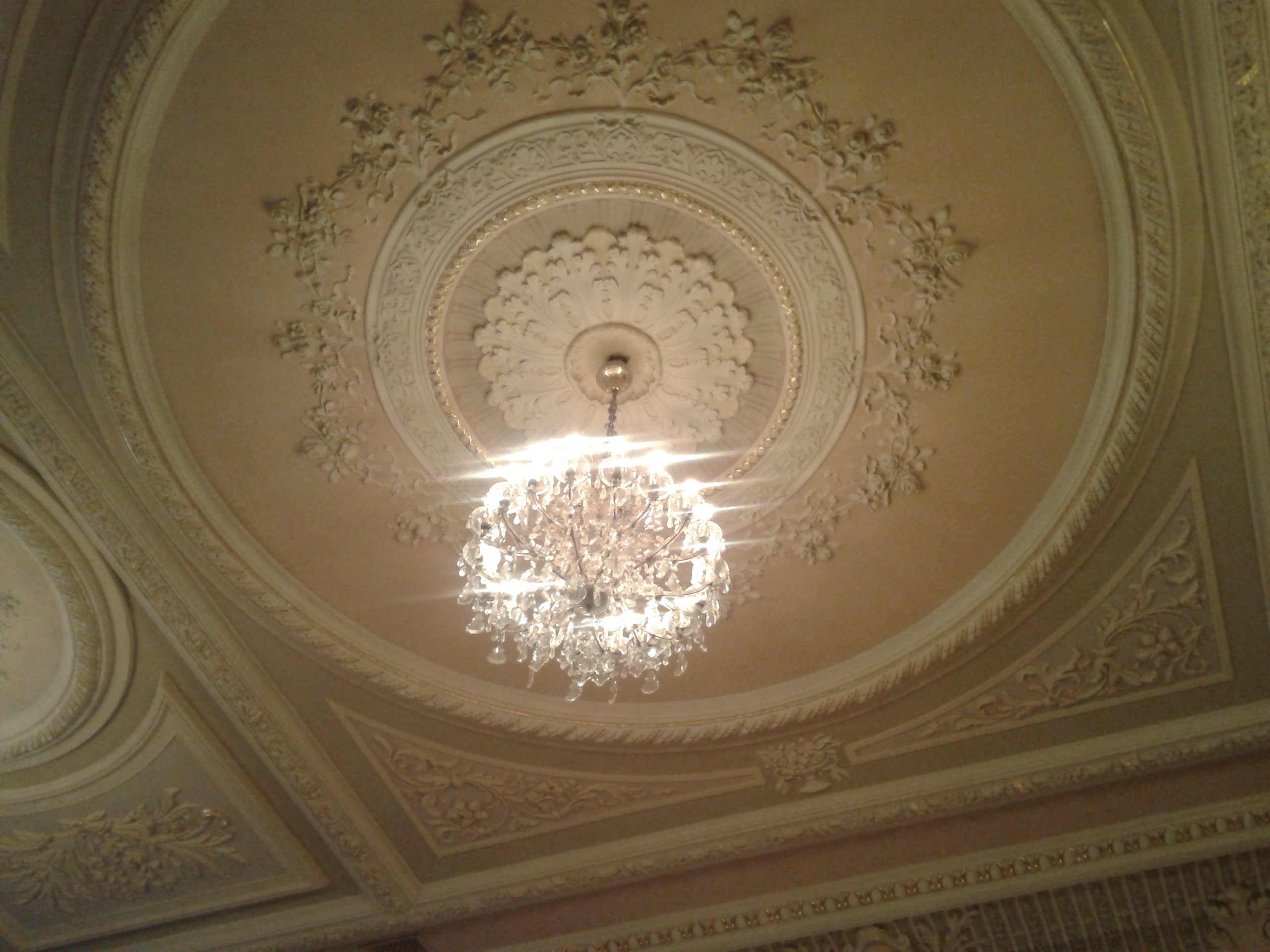
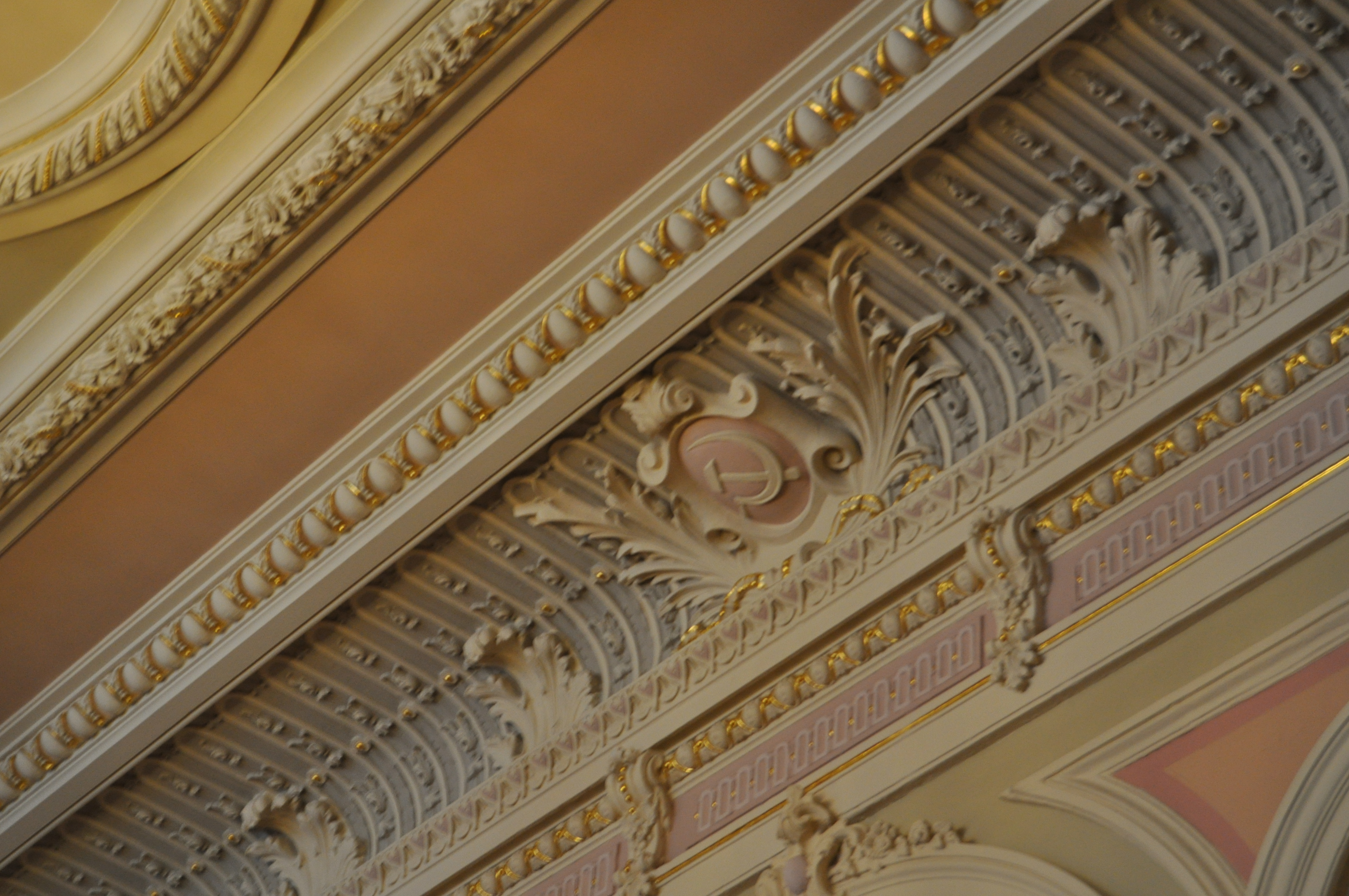